# Старосельская волость (Мглинский уезд)
Старосе́льская волость — административно-территориальная единица в составе Мглинского (с 1918 – Почепского) уезда.
Административный центр — село Староселье, позднее станция Жудилово.

## История
Волость образована в ходе реформы 1861 года.
В ходе укрупнения волостей, в апреле 1924 года к Старосельской волости были присоединены соседние Ивайтёнская и Котляковская волости Почепского уезда.
В 1929 году, с введением районного деления, волость была упразднена, а её территория разделена между Почепским и Унечским районами Клинцовского округа Западной области (ныне в составе Брянской области).

## Административное деление
В 1919 году в состав Старосельской волости входили следующие сельсоветы: Аксаментовский, Борщевский, Брешковский, Ворминский, Врянцевский, Губостовский, Гущинский, Дегтяновский, Жлудкинский, Жудиловский 1-й и 2-й, Ивашковский, Карповский, Лизогубовский, Лисковский, Машковский, Подбеловский, Подбеловский (хуторской), Подзоричский, Пучковский, Пушкарский, Свинухский, Селищанский, Сибекский, Сотниковский, Старосельский (дер.), Старосельский (сел.), Стриговский, Товбозинский, Тубольский, Чернобабский, Шелудкинский.
По состоянию на 1 января 1928 года, Старосельская волость включала в себя следующие сельсоветы: Бакланский, Водвинский, Ворминский, Жоровлевский, Жуковский, Ивайтенский, Колачевский, Котляковский, Лапинский, Лизогубовский, Подбеловский, Пучковский, Рассухский, Селищенский, Старосельский, Стриговский, Тубольский.